# Hans-Werner Meyer
Hans-Werner Meyer (* 14. dubna 1964 Hamburk) je německý herec a zpěvák, nejvíce známý z kriminálního seriálu Specialisté na vraždy, za což byl dvakrát roku 2000 nominován na Deutscher Fernsehpreis a za což také získal cenu Bayerischer Fernsehpreis.

## Život
Narodil se v Hamburku v Německu. V Hannoveru vystudoval Hudební a divadelní akademii a hereckou kariéru odstartoval v divadle Residenz-theater mezi lety 1990 a 1993. Nadále se stal členem berlínské Schaubuehne am Lehniner Platz. Mimo to se od 80. let věnuje také zpěvu, je členem a cappellové skupiny Meier und Geier.

## Herecká filmografie
- Die Letzte Spur (TV seriál) (2012)
- Beate Uhse - Chci svobodu pro lásku (2011)
- Für kein Geld der Welt (2011)
- Homevideo (2011)
- Tatort - Das erste Opfer (2011)
- Tajemství jezera Loch Ness 2 (2010)
- Albert Schweitzer (2009)
- Bis an die Grenze (2009)
- Baader Meinhof Komplex (2008)
- Detektiv Cüpper (2008)
- Polizeiruf 110 - Verdammte Sehnsucht (2008)
- Tajemství jezera Loch Ness (2008)
- Zúčtování (2008)
- Contergan (2008)
- Druhá půlka štěstí (2007)
- Praha - Železná opona (2007)
- Hledám rodinu (2006)
- Místo činu - Psáno krví (2006)
- La Moglie cinese (TV seriál) (2006)
- Oko medvěda (2006)
- Stubbe - Von Fall zu Fall: Verhängnisvolle Freundschaft (2006)
- Doppelter Einsatz - Der Fluch des Feuers (2005)
- Was für ein schöner Tag (2005)
- Ich will laufen! Der Fall Dieter Baumann (2004 )
- Der Weisse Afrikaner (2004 )
- Zwei Tage Hoffnung (2003)
- Eine außergewöhnliche Affäre (2002)
- Kunstgriff (2002)
- Láska může všechno (TV seriál) (2002)
- Propustka (2002)
- Místo činu: Ludwigshafen - Dobří přátelé (2001)
- Vera Brühne (2001)
- Marlene (2000)
- Und morgen geht die Sonne wieder auf (2000)
- Ende des Frühlings (1999)
- Hauptsache Leben (1998)
- LoveLoveLiebe (1998)
- Nebezpečná pravda (1998)
- Specialisté na vraždy (TV seriál) (1998)
- Specialisté na vraždy - paměti zabijáka (1998)
- Busenfreunde (1997)
- Schimanski: Pokrevní bratři (1997)
- Stalo se za bílého dne (1997)
- Und plötzlich war alles anders (1997)
- Wer Kollegen hat, braucht keine Feinde (1995)
- Ahoj, strejdo doktore! (TV seriál) (1994)
- Charlie & Louise - Das doppelte Lottchen (1994)
- Der Schatten des Schreibers (1994)